# Charles Judson Wallace
Pour le joueur de football américain, voir C. J. Wallace.
Charles Judson « C. J. » Wallace, né le 31 décembre 1982, à Atlanta, en Géorgie, est un joueur américain de basket-ball. Il évolue aux postes d'ailier fort et de pivot.

## Biographie
Entre 2008 et 2010, il joue pour le Benetton Trévise en Italie.
Durant la saison 2010-2011, il joue avec le CB Gran Canaria en Espagne.
Le 7 septembre 2011, Wallace signe deux ans avec le FC Barcelone en Espagne.
Le 6 août 2013, Wallace signe un contrat de deux avec Milan en Italie. En juillet 2014, Milan met un terme à son contrat.
Le 20 novembre 2014, Wallace signe comme pigiste médical à Chalon-sur-Saône pour pallier l'absence de Eric Dawson pour blessure.
Le 5 janvier 2015, il a signé pour six mois au Mans pour pallier les blessures longue durée de Romero Osby et Dounia Issa.

## Palmarès
- Champion d'Espagne 2012
- Vainqueur de la Supercoupe d'Espagne 2011